# Procesy załogi Majdanka
Procesy załogi Majdanka – procesy, które odbyły się przed sądami polskimi i niemieckimi, obejmujące członków załogi byłego niemieckiego obozu koncentracyjnego Majdanek. W sumie, w latach 1944–1981 osądzono 170 esesmanów (zarówno mężczyzn, jak i kobiet) oraz kapo, którzy pełnili służbę w tym obozie (znanych jest 1300 nazwisk członków załogi obozu). Majdanek pełnił nie tylko funkcję obozu koncentracyjnego, lecz także obozu zagłady. Poniżej przedstawiono kilka ważniejszych procesów załogi obozu.
Ponadto Karl Otto Koch (pierwszy komendant obozu) i Arthur Hermann Florstedt (trzeci komendant obozu) zostali na początku 1945 skazani na śmierć za nadużycia władzy przez Wyższy Sąd SS i Policji (stracono ich w kwietniu 1945).

## Proces przed Specjalnym Sądem Karnym w Lublinie (27 listopada – 2 grudnia 1944)

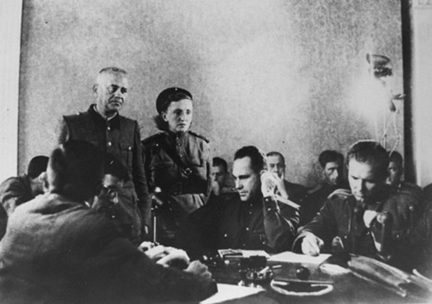
SS-Obersturmführer Anton Thernes na procesie przed Specjalnym Sądem Karnym w Lublinie

Był to proces bez precedensu w dziejach polskiego wymiaru sprawiedliwości. Po raz pierwszy mieli zostać oskarżeni na ziemiach polskich przestępcy wojenni. Był to również jeden z pierwszych procesów zbrodniarzy wojennych w okresie II wojny światowej. Jako że nie miał precedensów i toczył się w trakcie nadal trwających walk (niemal cała Polska była jeszcze okupowana), z pewnością na proces ten duży wpływ miała żądza zemsty i kary wobec oskarżonych. Mimo tych okoliczności, można uznać, że proces odbył się zgodnie z prawidłami sztuki sądowniczej. Rozpatrzono właściwość Specjalnego Sądu Karnego w Lublinie do rozpatrywania niniejszej sprawy (oskarżeni nie mieli statusu jeńców wojennych, ponieważ nie spełniali zadań związanych z prowadzeniem wojny i zostali oskarżeni o działalność czysto zbrodniczą. Oparto się m.in. o artykuł 1 regulaminu wojny lądowej IV konwencji haskiej). Oskarżonym przydzielono obrońców z urzędu. Wszyscy oskarżeni zostali przesłuchani (żaden z nich nie przyznał się do winy). Pod przysięgą zeznało 15 świadków. Z ich zeznań wynikało, że każdy z oskarżonych w okrutny sposób przyczynił się do uśmiercenia setek tysięcy ludzi.
Na ławie oskarżonych zasiadło 4 esesmanów:
1. Wilhelm Gerstenmeier dostarczał cyklon B do obozowych komór gazowych, „bił i znęcał się pejczem nad osadzonymi w obozie więźniami zarówno spośród ludności cywilnej, specjalnie nad kobietami, jak i nad jeńcami wojennymi” (pisownia oryginalna)[1];
2. Anton Thernes „(..) brał udział w prześladowaniu osadzonych w obozie osób spośród ludności cywilnej i jeńców wojennych (..)” [źródło: Postanowienie Sądu], sąd jednak nie przychylił się do zarzutu szczególnie okrutnego znęcania się nad osadzonymi;
3. Hermann Vögel „bił i znęcał się nad osadzonymi w obozie więźniami, zarówno spośród ludności cywilnej i nad jeńcami wojennymi (...) systematycznie wymuszał od obywateli polskich świadczenia pod groźbą oddania ich lub ich bliskich w ręce władz okupacyjnych”[1];
4. Theodor Schöllen „(..) bił i znęcał się nad osadzonymi w obozie więźniami cywilnymi i jeńcami wojennymi, przy czym przyswoił sobie specjalny system tortur polegający na wyrywaniu lub wybijaniu żywym ludziom sztucznych i zdrowych zębów w poszukiwaniu kamieni wartościowych”[1];

– oraz 2 niemieckich kapo: Heinz Stalp i Edmund Pohlmann, obaj mający na sumieniu wiele okrutnych zbrodni, w tym liczne gwałty na więźniarkach w obecności ich mężów i dzieci. Kapo Edmund Pohlmann uniknął kary popełniając samobójstwo 29 listopada.
Sąd przyjął akt oskarżenia w całej rozciągłości dla oskarżonych: Vogla, Gerstenmeiera i Shöllena. Co do oskarżonych Thernesa i Stalpa, mimo zebrania „silnych poszlak”, Sąd nie przyjął wszystkich zarzutów oskarżenia za udowodnione bez wątpliwości. Jednak zasadnicza kwestia – uczestnictwa w „mechanizmie zniszczenia” nie podlegała wątpliwości.
Wyrok Sądu w pierwszym procesie załogi Majdanka:
1. Anton Thernes – śmierć przez powieszenie (wyrok wykonano)
2. Wilhelm Gerstenmeier – śmierć przez powieszenie (wyrok wykonano)
3. Hermann Vögel – śmierć przez powieszenie (wyrok wykonano)
4. Theodor Schöllen – śmierć przez powieszenie (wyrok wykonano)
5. Heinz Stalp – śmierć przez powieszenie (wyrok wykonano)

Ponadto wobec wszystkich oskarżonych orzeczono utratę praw publicznych i obywatelskich praw honorowych na zawsze, oraz konfiskatę całego majątku. Zwolniono ich jednak ze zwrotu kosztów postępowania karnego i uiszczenia opłaty sądowej.
Wyroki wykonano przez powieszenie 3 grudnia 1944.

## Procesy w Polsce w latach 1946–1948
W latach 1946–1948 przed polskimi sądami powszechnymi stanęło kolejnych 95 byłych członków załogi Majdanka. Czasami niepoprawnie określane są one jako drugi proces załogi Majdanka, gdyż faktycznie była to cała seria procesów, a nie jeden proces zbiorowy. Najważniejszą spośród oskarżonych była Elsa Ehrich, niezwykle okrutna kierowniczka obozu kobiecego. Została ona skazana na śmierć w lipcu 1948 i stracona. W sumie jednak niewiele wiadomo o innych oskarżonych i przebiegu tych procesów.
Niektóre werdykty sądów polskich w procesach załogi Majdanka (1946–1948):
1. Elsa Ehrich – kara śmierci (wyrok wykonano)
2. Friedrich Gebhardt – kara śmierci (wyrok wykonano)
3. Kurt Möller – kara śmierci (wyrok wykonano)
4. Jacob Niessner – kara śmierci (wyrok wykonano)
5. Michael Pelger – kara śmierci (wyrok wykonano)
6. Peter Reiss – kara śmierci (wyrok wykonano)
7. Franz Söss – kara śmierci (wyrok wykonano)
8. Friedrich Buschbaum – kara śmierci (kara zamieniona na 15 lat pozbawienia wolności)
9. Johann Weiss – kara śmierci (kara zamieniona na 10 lat pozbawienia wolności)
10. Wilhelm Reinartz – kara śmierci (kara zamieniona na 2 lata pozbawienia wolności)
11. Johann Vormittag – dożywotnie pozbawienie wolności
12. Jacob Demmel – dożywotnie pozbawienie wolności (kara zamieniona na 12 lat pozbawienia wolności)
13. Robert Frick – 15 lat pozbawienia wolności
14. Georg Fleischer – 12 lat pozbawienia wolności
15. Johann Kessler – 12 lat pozbawienia wolności
16. Hans Kottre – 12 lat pozbawienia wolności
17. Andreas Lahner – 12 lat pozbawienia wolności
18. Georg Neu – 12 lat pozbawienia wolności
19. Franz Wirth – 12 lat pozbawienia wolności
20. Wilhelm Beck – 10 lat pozbawienia wolności[2]
21. Andreas Buttinger – 10 lat pozbawienia wolności
22. Josef Glass – 10 lat pozbawienia wolności
23. Michael Lox – 10 lat pozbawienia wolności
24. Kasper Marksteiner – 10 lat pozbawienia wolności
25. Hans Aufmuth – 8 lat pozbawienia wolności
26. Johann Betz – 8 lat pozbawienia wolności
27. Anton Hoffmann – 8 lat pozbawienia wolności
28. Johann Radler – 8 lat pozbawienia wolności
29. Thomas Radrich – 8 lat pozbawienia wolności
30. Rometsch – 8 lat pozbawienia wolności[2]
31. Johann Setz – 8 lat pozbawienia wolności
32. Michael Bertl – 7 lat pozbawienia wolności
33. Paul Keller – 7 lat pozbawienia wolności
34. Kurt Muller – 7 lat pozbawienia wolności
35. Walter Biernat – 6 lat pozbawienia wolności
36. Josef Hartmann – 6 lat pozbawienia wolności
37. Hans Georg Hess – 6 lat pozbawienia wolności
38. Heinrich Kühn – 6 lat pozbawienia wolności
39. Erick Reffbach – 6 lat pozbawienia wolności[2]
40. Franz Vormittag – 6 lat pozbawienia wolności
41. Helmut Zach – 6 lat pozbawienia wolności
42. Jacob Dialler – 5 lat pozbawienia wolności
43. Hans Durst – 5 lat pozbawienia wolności
44. Franz Kaufmann – 5 lat pozbawienia wolności
45. Paul Kiss – 5 lat pozbawienia wolności
46. Johann Kubasek – 5 lat pozbawienia wolności
47. Johann Lassner – 5 lat pozbawienia wolności
48. Johann Lienert – 5 lat pozbawienia wolności
49. Stefan Mantsch – 5 lat pozbawienia wolności
50. Hans Merle – 5 lat pozbawienia wolności
51. Kurt Erwin Ohnweiler – 5 lat pozbawienia wolności
52. Michael Thal – 5 lat pozbawienia wolności
53. Jacob Vormittag – 5 lat pozbawienia wolności
54. Martin Berger – 4 lata pozbawienia wolności
55. Michael Fleischer – 4 lata pozbawienia wolności
56. Franz Habel – 4 lata pozbawienia wolności
57. Karl Jäger – 4 lata pozbawienia wolności
58. Josef Janowitsch – 4 lata pozbawienia wolności
59. Johann Günesch – 3,5 roku pozbawienia wolności
60. Fritz Frischolz – 3 lata pozbawienia wolności
61. Michael Gall – 3 lata pozbawienia wolności
62. Hans Grabert – 3 lata pozbawienia wolności
63. Andreas Hoff – 3 lata pozbawienia wolności
64. Josef Moos – 3 lata pozbawienia wolności
65. Josef Weber – 3 lata pozbawienia wolności
66. Wilhelm Petrak – 2 lata pozbawienia wolności

## Proces załogi Majdanka przed niemieckim sądem w Düsseldorfie (26 listopada 1975 – 30 czerwca 1981)
Ostatni proces zbrodniarzy z Majdanka (tzw. trzeci proces załogi Majdanka) odbył się już przed sądem zachodnioniemieckim. Jak wszystkie procesy zbrodniarzy hitlerowskich w RFN towarzyszyły mu liczne skandale i kontrowersje. Trwał prawie 6 lat, gdyż obrona celowo przedłużała proces, wykorzystując podeszły wiek oskarżonych. Każdemu z oskarżonych sąd musiał udowodnić indywidualnie winę co do każdego przestępstwa, a najwyższą karą jaką mogli otrzymać była kara dożywotniego pozbawienia wolności. Na ławie oskarżonych zasiadło 16 byłych esesmanów i esesmanek. Wśród nich zasiadły skazane już w pierwszym procesie oświęcimskim Hildegard Lächert i Alice Orlowski, a także tacy zbrodniarze jak Hermine Braunsteiner czy Emil Laurich. Byli sanitariusze SS Günther Konietzny i Wilhelm Reinartz zostali wycofani z procesu z powodu choroby, a Orlowski zmarła przed ogłoszeniem werdyktu. Wyrok przyjęli z oburzeniem (jako zbyt łagodny) nie tylko byli więźniowie Majdanka, lecz także opinia publiczna w RFN i zagranicą.
Wyrok sądu w trzecim procesie załogi Majdanka:
1. Hermine Braunsteiner – dożywotnie pozbawienie wolności
2. Hildegard Lächert – 12 lat pozbawienia wolności
3. Hermann Hackmann – 10 lat pozbawienia wolności
4. Emil Laurich – 8 lat pozbawienia wolności
5. Heinz Villain – 6 lat pozbawienia wolności
6. Fritz Heinrich Petrick – 4 lata pozbawienia wolności
7. Arnold Strippel – 3,5 lat pozbawienia wolności
8. Thomas Ellwanger – 3 lata pozbawienia wolności
9. dr Heinrich Schmidt – uniewinniony
10. Charlotte Mayer – uniewinniona
11. Rosy Süß – uniewinniona
12. Heinrich Groffmann – uniewinniony
13. Hermine Bötcher – uniewinniona
14. Alice Orlowski – zmarła w trakcie procesu (w 1976)
15. Wilhelm Reinartz – wycofany z procesu z powodu choroby
16. Günther Konietzny – wycofany z procesu z powodu choroby

## Członkowie załogi Majdanka skazani za zbrodnie popełnione w innych obozach koncentracyjnych
1. Max Koegel (drugi komendant Majdanka, później komendant Flossenbürga) – skazany w 1946 na karę śmierci przez brytyjski Trybunał Wojskowy za zbrodnie popełnione w obozie Flossenbürg (popełnił samobójstwo przed wykonaniem wyroku);
2. Martin Gottfried Weiss (czwarty komendant Majdanka, później komendant Dachau) – skazany w 1945 na śmierć przez amerykański Trybunał Wojskowy w procesie załogi Dachau (wyrok wykonano w 1946);
3. Arthur Liebehenschel (ostatni komendant Majdanka, wcześniej komendant Auschwitz-Birkenau) – skazany na śmierć w 1947 przez polski Najwyższy Trybunał Narodowy w pierwszym procesie oświęcimskim (wyrok wykonano w 1948);
4. Anton Thumann (zastępca komendanta Majdanka, później także członek załogi Neuengamme) – skazany na karę śmierci w 1946 przez brytyjski Trybunał Wojskowy w procesie załogi Neuengamme (stracony w 1946);
5. Hermann Hackmann (komendant więźniarskiej części obozu Majdanek, później także członek załogi Buchenwaldu) – skazany w 1947 na śmierć przez amerykański Trybunał Wojskowy w procesie załogi Buchenwaldu (wyrok zamieniono na dożywotnie pozbawienie wolności, następnie oskarżony w trzecim procesie załogi Majdanka);
6. Erich Muhsfeldt (szef krematoriów w Majdanku i Auschwitz-Birkenau) – skazany na śmierć w 1947 przez polski Najwyższy Trybunał Narodowy w pierwszym procesie oświęcimskim (wyrok wykonano w 1948);
7. Alfred Trzebinski (lekarz obozowy na Majdanku, później także w Neuengamme) – skazany na karę śmierci w 1946 przez brytyjski Trybunał Wojskowy w procesie załogi Neuengamme (stracony w 1946);
8. Luise Danz (strażniczka SS w Majdanku i Auschwitz-Birkenau) – skazana na dożywotnie pozbawienie wolności w 1947 przez polski Najwyższy Trybunał Narodowy w pierwszym procesie oświęcimskim;
9. Alice Orlowski (strażniczka SS w Majdanku i Auschwitz-Birkenau) – skazana na 15 lat pozbawienia wolności w 1947 przez polski Najwyższy Trybunał Narodowy w pierwszym procesie oświęcimskim (następnie oskarżona w trzecim procesie załogi Majdanka);
10. Hildegard Lächert (strażniczka SS w Majdanku i Auschwitz-Birkenau) – skazana na 15 lat pozbawienia wolności w 1947 przez polski Najwyższy Trybunał Narodowy w pierwszym procesie oświęcimskim (następnie oskarżona w trzecim procesie załogi Majdanka);
11. Friedrich Wilhelm Ruppert (członek załogi Majdanka, później także Dachau) – skazany w 1945 na śmierć przez amerykański Trybunał Wojskowy w procesie załogi Dachau (wyrok wykonano w 1946).